# Nuraminis
Nuraminis (sardisk: Nuràminis) er en by og en kommune (comune) i provinsen Sud Sardegna i regionen Sardinien i Italien. Byen ligger i 91 meters højde og har 2.526 indbyggere (2016). Kommunen har et areal på 45,18 km² og grænser til kommunerne Monastir, Samatzai, Serramanna, Serrenti, Ussana og Villasor.